# Samuel Grandsir
Samuel Grandsir francia labdarúgó, a Le Havre játékosa.

## Pályafutása
Grandsir karrierjét a szülővárosában, Évreux-ban kezdte. 2016-ban a Troyes Akadémiájára költözött. Itt 51 alkalommal lépett pályára és 6 gólt szerzett. A Troyes csapatánál 69 mérkőzésen 6 gólt szerzett. 2018-ban az AS Monaco igazolta le. Első tétmeccsen szerzett gólját az Atlético Madrid ellen érte el az Bajnokok ligájában. 
2023. január 23-án a Le Havre csapatába igazolt.
A Francia U21-es válogatottban 2017. október 5-én debütált.

## Sikerei, díjai
- Strasbourg
  - Francia ligakupa: 2018–19